# Еске сир Сел
Еске сир Сел (фр. Esquay-sur-Seulles) насеље је и општина у северној Француској у региону Доња Нормандија, у департману Калвадос која припада префектури Баје.
По подацима из 2011. године у општини је живело 330 становника, а густина насељености је износила 113,79 становника/km². Општина се простире на површини од 2,9 km². Налази се на средњој надморској висини од 40 метара (максималној 80 m, а минималној 19 m).

## Демографија
| 1962. | 1968. | 1975. | 1982. | 1990. | 1999. | 2011. |
| ----- | ----- | ----- | ----- | ----- | ----- | ----- |
| 242   | 258   | 260   | 278   | 303   | 339   | 330   |

График промене броја становника у току последњих година